# ترتزو دآکویلیا
ترتزو دآکویلیا (به ایتالیایی: Terzo di Aquileia) یک کومونه در ایتالیا است که در استان اودینه واقع شده‌است. ترتزو دآکویلیا ۲۸٫۲ کیلومتر مربع مساحت و ۲٬۷۸۱ نفر جمعیت دارد و ۵ متر بالاتر از سطح دریا واقع شده‌است.